# Brachygalaxias bullocki
Brachygalaxias bullocki је зракоперка из реда Salmoniformes и фамилије Galaxiidae. 

## Угроженост
Подаци о распрострањености ове врсте су недовољни.

## Распрострањење
Ареал врсте је ограничен на једну државу. 
Чиле је једино познато природно станиште врсте.

## Станиште
Станиште врсте су слатководна подручја. 